# بیم موج
بیم موج
فیلم تلویزیونی ۹۰ دقیقه ای «بیم موج» به کارگردانی راما قویدل برای پخش شبکه یک و به سفارش گروه فیلم و سریال شبکه یک تهیه شده‌است

## عوامل و بازیگران
این فیلم به تهیه‌کنندگی اکبر تحویلیان بر مبنای فیلمنامه عباس نعمتی و علیرضا جوانمرد و با هنرنمایی بازیگرانی چون امیر آقایی، شقایق دهقان، پویا امینی،ابوالفضل همراه، مژگان ربانی، فرید قبادی، شمسی صادقی، محمد عمرانی، منظر لشکری و مریم خدارحمی در تابستان ۱۳۸۷ ساخته شده‌است. دیگر عوامل پروژه عبارتند از: اسفندیار شهیدی مدیر تصویربرداری، شهریار کلهر .طراح صحنه و لباس و دکور.,حمید یارندپور صدابردار، مهسا کرامتی انتخاب بازیگران، خاطره خاشعی طراح گریم، علیرضا فارسیجانی تدوینگر و امیر توسلی آهنگساز

## داستان
فیلم دربارهٔ دختری است که ادعا می‌کند چیزهایی را می‌بیند که دیگران نمی‌توانند ببینند. دختری به نام محدثه که به اتفاق مادر و تنها برادرش در خانواده‌ای مذهبی زندگی می‌کند. او که به ظاهر دختر مؤمنه و معتقدی است، پس از مدتی ادعا می‌کند که با عوالم بالا در ارتباط است و به او الهاماتی می‌شود و خود را دارای کرامات معرفی می‌کند